# Estrées-la-Campagne
Estrées-la-Campagne település Franciaországban, Calvados megyében. Lakosainak száma 252 fő (2022. január 1.). Estrées-la-Campagne Bretteville-le-Rabet, Grainville-Langannerie, Ouilly-le-Tesson, Rouvres, Saint-Germain-le-Vasson, Soignolles és Soumont-Saint-Quentin községekkel határos.

## Népesség
A település népességének változása:
| Lakosok száma | 170  | 168  | 158  | 201  | 241  | 243  | 248  | 260  | 265  | 252  |
|               | 1968 | 1982 | 1990 | 2006 | 2013 | 2015 | 2017 | 2019 | 2020 | 2022 |